# Partido Alianza de Centro
Partido Alianza de Centro (PAC) fue un movimiento político chileno de ideología liberal progresista, que operó entre 1988 y 1998, aunque sólo tuvo existencia legal como partido político "en formación" entre 1992 y 1993. Fue parte de la Concertación de Partidos por la Democracia.
Su lema era «Entendimiento y Progreso», y su símbolo una llama seguida de la sigla PAC en azul, verde y amarillo.

## Historia
El 30 de diciembre de 1988, una facción del Partido Liberal y los militantes del Partido Nacional que habían apoyado la opción «No» en el plebiscito de 1988 —en el movimiento «Partido Nacional por el No»—, liderados por Germán Riesco Zañartu y Adolfo Ballas, crearon el Partido Alianza de Centro Nacional-Liberal (PAC), y decidieron sumarse a la oposición de Pinochet, la naciente Concertación de Partidos por la Democracia. Si bien el Partido Liberal también formó parte inicial de la Concertación, ese mismo año se retiró de esta para conformar el pacto Liberal-Socialista Chileno.
Los militantes del PAC integraron la lista de la Concertación en las elecciones parlamentarias de 1989, sin embargo lo hicieron como independientes, dado que el partido no había sido inscrito legalmente. Presentó cinco candidaturas a diputado: Luis Pertuze (Limache), Federico Willoughby-MacDonald (Rengo), Claudio Cerda (Constitución), Pablo Huneeus (Linares) y Milenko Vilicic (Magallanes). Este último fue el único que resultó elegido, aunque se integró al Partido Demócrata Cristiano (PDC) el 28 de diciembre de 1992. Asimismo, el partido apoyó al candidato presidencial de la Concertación, Patricio Aylwin, quien resultó elegido. 
Varios miembros del PAC asumieron cargos en el gobierno de Aylwin (1990-1994) y en los sucesivos gobiernos de la Concertación, como ministros de Estado, subsecretarios, embajadores, secretarios regionales ministeriales, gobernadores. Entre ellos están: Carlos Hurtado Ruiz-Tagle, ministro de Obras Públicas (1990-1994); Tomás Puig Casanova, subsecretario de Marina (1990-1994); Germán Riesco Zañartu y Hernán Errázuriz Talavera, ambos embajadores de Chile ante el Reino Unido e Irlanda del Norte; Adolfo Ballas Azócar, primer alcalde de Vitacura y presidente del Consejo Superior de la Hípica Nacional; Humberto del Pino Sandoval, gobernador de Cautín; Patricio Rosende Lynch, gobernador de Chacabuco y Pedro Correa Opazo, director de la División Jurídico Legislativa del Ministerio Secretaría General de la Presidencia, siendo el encargado de la redacción de los proyectos de ley enviados por el Ejecutivo al Congreso Nacional y uno de los involucrados en la formación de dicho Ministerio en el año 1990.
En 1992 el PAC se constituyó como partido político bajo el nombre de Partido Alianza de Centro, inscrito el 23 de diciembre de ese año, proclamando «la igualdad de todos los hombres ante la Ley y promociona los derechos de la persona humana contra los cuales nadie puede atentar» y la defensa del «derecho de y a la propiedad y a la libre empresa, a la libertad de asociación y de expresión de las ideas». Tras ser incorporadas las observaciones del Servicio Electoral, y haberse reinscrito con fecha 28 de enero de 1993, obtuvo reconocimiento como partido «en formación» el 19 de marzo de 1993. Sin embargo, pocos meses después, el 20 de noviembre de ese año, le fue caducada dicha calidad por no inscribir a sus afiliados en plazo legal.
El PAC continuó dentro de la Concertación hasta 1998, integrando como independiente sus listas parlamentarias y municipales, y apoyando a sus candidatos presidenciales en las elecciones sucesivas. Ese año, algunos militantes del PAC reinscribieron el Partido Liberal, el cual disolvió en el año 2002, momento en que dirigentes como Patricio Rosende y Waldo Carrasco se incorporaron al Partido por la Democracia (PPD).

## Dirigentes

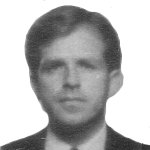
Germán Riesco Zañartu, primer presidente del partido.

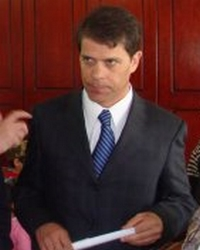
Patricio Rosende, primer secretario general del PAC.

Algunos de sus principales dirigentes fueron:

### Presidentes
- Germán Riesco Zañartu (1989-1990)
- Juan Smitmans López (1990-1991)
- Pedro Esquivel (1991-1992)[11]
- Hernán Errazúriz Talavera (1992-1993)
- Adolfo Ballas Azócar (1993-1998)

### Secretarios generales
- Patricio Rosende Lynch (1990-1994)
- Eduardo González Yáñez (1994-1998)

### Comisión política
Los miembros de la comisión política del PAC fueron:[cita requerida]
- Hernán Errázuriz Talavera
- Germán Riesco Zañartu
- Tomás Puig Casanova
- Pedro Correa Opazo
- Francisco Matte Langlois
- Federico Willoughby-MacDonald
- Humberto del Pino Sandoval
- Engelberto Frías Morán
- Patricio Rosende Lynch
- María Eugenia Opazo Ávalos
- Celso Hormazábal Suazo
- Armando Jaldin Fernández
- Julia Paulina Correa Henríquez
- Ninozka Quintanilla
- Nélida Núñez

## Juventud
El PAC tuvo una juventud, la Juventud del Partido Alianza de Centro (J-PAC), surgida en 1989 como confluencia de los Jóvenes Nacionales por el No, la Juventud Liberal y la Juventud Republicana. A nivel nacional la J-PAC intervino en la definición de las políticas de juventud de gobierno de Patricio Aylwin, integrando el Consejo Nacional de la Juventud (CNJ), organización embrionaria sobre la que se cristalizaría el Instituto Nacional de la Juventud (INJUV), como un servicio público especializado, en el cual Antonio Yelpi Aguilar, presidente de la Juventud PAC, se incorporó como miembro del primer Grupo de Trabajo Interministerial de Juventud (GTI-Juventud) entre los años 1993-1997.[cita requerida]
En 1993 la J-PAC organiza uno de los primeros congresos sobre políticas de juventud, con la participación de un amplio espectro de juventudes políticas concertacionistas y algunos movimientos sociales. Ese mismo año la Juventud PAC lidera la formación de la "Alianza Juvenil", movimiento integrado por las juventudes de los partidos Socialdemócrata, Humanista-Verdes, Partido Democrático de Izquierda y el MAPU-OC.[cita requerida]
Igualmente, ese año la J-PAC lleva dos candidatos a vocales en las elecciones generales de la Federación de Estudiantes de la Universidad de Chile (FECH) en pacto con la Juventud Demócrata Cristiana; Manuel Lobos Infante por Pedagogía en Francés y Edmond Khzam Díaz por Pedagogía en Historia y Geografía, ambos del Ex-Pedagógico, apoyando la candidatura a la presidencia de Eduardo Abedrapo Bustos de la DCU.[cita requerida]
A nivel internacional formaron parte de la Federación Internacional de Jóvenes Liberales y Radicales (IFLRY) y la Federación de Jóvenes Latinoamericanos Liberales (FEJOL).

### Presidentes de la Juventud PAC
- Antonio Yelpi Aguilar (1992-1993)
- Andrés Gallardo Gómez (1993-1994)
- Edmond Khzam Díaz (1994-1996)
- Mario Vega Henríquez (1996-1998)

### Secretarios generales de la Juventud PAC
- Mario Vega Henríquez (1992-1993)
- Edmond Khzam Díaz (1993-1994)
- Mario Vega Henríquez (1994-1995)
- Enrique Saldaña Sepúlveda (1995-1998)

### Secretario de Relaciones Internacionales
- Manuel Lobos Infante (1992-1998)

## Pensamiento político y organizaciones relacionadas
El PAC se sustentó ideológicamente en varias organizaciones: la Corporación de Estudios Liberales (1988), la Corporación Libertas (1990) presidida por Carlos Hurtado Ruíz-Tagle y la Fundación Presidente Balmaceda (1996) dirigida por Pedro Correa Opazo, las cuales permitieron que los liberales generacionalmente más jóvenes, dominaran el debate interno en el movimiento ganando espacio a las fuerzas más conservadoras que provenían del Partido Nacional, mediante el debate de ideas con un sustento ideológico basado en el discurso de filósofos clásicos como Alexis de Tocqueville y políticos liberales contemporáneos como Karl Hermann Flach, Reinhard Friedmann, Henry David Thoreau y Guy Sorman entre otros.[cita requerida]
Al amparo y con el apoyo de la Fundación Friedrich Naumann para la Libertad, ligada al Partido Democrático Libre (FDP) alemán, se formó en seminarios y congresos nacionales e internacionales a una generación de jóvenes políticos que se identificaron con las raíces progresistas del liberalismo y se ligaron fuertemente a la Internacional Liberal, en la cual el PAC fue miembro observador.[cita requerida]
Así mismo, dentro del país mantuvo relaciones políticas cercanas con el movimiento Vanguardia Liberal (VL) fundado por Sergio Toro Mendoza a partir de una escisión del PAC originada en el año 1992. Este movimiento orientó su trabajo hacia jóvenes universitarios y centros de estudiantes principalmente en la Región de Valparaíso hasta fines de la década del noventa. VL al igual que la J-PAC participó activamente en las actividades de formación de la Fundación Friedrich Naumann para la Libertad, FEJOL y la IFLRY.[cita requerida]

## Resultados electorales

### Elecciones parlamentarias
|  | 1,15 % |

|  | 0,16 % |